# 1861
- Wikisource

| Calendário gregoriano                                                        | 1861 MDCCCLXI                        |
| Ab urbe condita                                                              | 2614                                 |
| Calendário arménio                                                           | 1310 – 1311                          |
| Calendário bahá'í                                                            | 17 – 18                              |
| Calendário budista                                                           | 2405                                 |
| Calendário chinês                                                            | 4557 – 4558 Início a 10 de fevereiro |
| Calendário copta                                                             | 1577 – 1578                          |
| Calendário etíope                                                            | 1853 – 1854                          |
| Calendários hindus - Vikram Samvat - Calendário nacional indiano - Cáli Iuga | 1916 – 1917 1782 – 1783 4961 – 4962  |
| Calendário Holoceno                                                          | 11861                                |
| Calendário islâmico                                                          | 1278 – 1279                          |
| Calendário judaico                                                           | 5621 – 5622                          |
| Calendário persa                                                             | 1239 – 1240 Início a 21 de março     |
| Calendário rúnico                                                            | 2111                                 |
| Calendário solar tailandês                                                   | 2404                                 |

1861 (MDCCCLXI, na numeração romana) foi um ano comum do século XIX do atual calendário gregoriano, da Era de Cristo, a sua letra dominical foi F (52 semanas), teve início a uma terça-feira e terminou também a uma terça-feira.
| Ano completo                       |
| ---------------------------------- |
| Ano comum com início à terça-feira |

## Eventos

Abraham Lincoln toma posse como 16.° presidente dos Estados Unidos

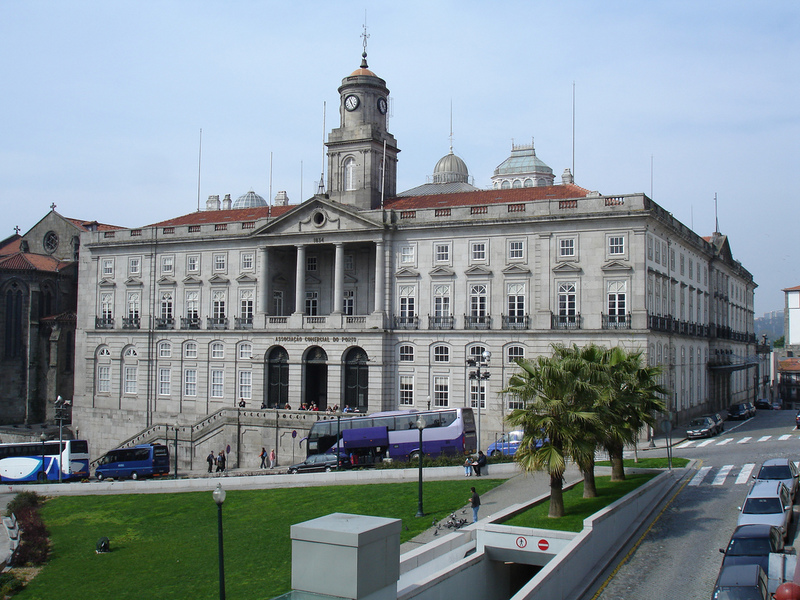
Palácio da Bolsa, no Porto

- Inaugurada a Exposição Industrial do Porto, no Palácio da Bolsa.
- Ano de criação da metralhadora.
- Fim do reinado de Sherab Tharchin, rei (druk desi) do Butão, que reinava desde 1856.
- Início do reinado de Phuntsho Namgyal, druk desi do Butão, que reinaria até 1864.

- 1 de janeiro — Forças liberais que apoiam Benito Juárez entram na Cidade do México.
- 12 de janeiro — É fundada, pelo Imperador Pedro II do Brasil, a Caixa Econômica Federal.
- 29 de janeiro — O Kansas torna-se o 34.º estado norte-americano.
- 19 de fevereiro — No Império Russo, o czar Alexandre II leva a cabo a Reforma Emancipadora, que terminou a servidão a que estava sujeito o campesinato russo.
- 21 de fevereiro — É fundada Mariehamn, capital de Åland.[1][2]
- 23 de fevereiro — O presidente dos Estados Unidos, Abraham Lincoln, chega secretamente a Washington para assumir a presidência, após ter sofrido um atentado fracassado, em Baltimore.
- 4 de março — Abraham Lincoln toma posse como 16º Presidente dos Estados Unidos da América.
- 17 de março — Vítor Emanuel II assume o título de Rei da Itália, com o apoio dos deputados de todos os Estados que reconheciam sua autoridade, tomando para si o governo de toda Itália reunificada.
- 12 de abril — Início da Guerra Civil Americana (1861–1865).
- 24 de maio — É fundada em Lisboa a Comissão Central 1.º de Dezembro de 1640, instituição que deu origem à actual Sociedade Histórica da Independência de Portugal.
- 9 de outubro — Acontece o Auto de fé de Barcelona: queima, em praça pública, de trezentos livros espíritas.
- 25 de novembro — Assinado um tratado de Amizade entre Portugal e a China, negociado por Isidoro Guimarães em Pequim.

## Nascimentos
- 21 de janeiro — Roberto Landell de Moura, sacerdote e cientista brasileiro (m. 1928)
- 24 de fevereiro — Fernando I da Bulgária, príncipe de Saxe-Coburgo-Gota (m. 1948)
- 27 de fevereiro — Rudolf Steiner, criador da Antroposofia (m. 1925)
- 19 de março — Cruz e Souza, poeta brasileiro (m. 1898)
- 9 de agosto — Diego Manuel Chamorro Bolaños, presidente da Nicarágua de 1921 a 1923 (m. 1923).
- 24 de setembro — Walter Simons, foi um político alemão e Presidente da República de Weimar em 1925 (m. 1937).[3]
- 5 de outubro — Ismael Montes, presidente da Bolívia de 1904 a 1909 e de 1913 a 1917 (m. 1933).
- 21 de outubro -Manuel Said Ali Ida, filólogo brasileiro (m. 1953)
- 2 de novembro — Braz do Amaral, médico e historiador brasileiro (m. 1949).
- 7 de novembro — Tomás Regalado, presidente de El Salvador de 1898 a 1903 (m. 1906)
- 10 de novembro — Robert T. A. Innes, astrônomo britânico-sul-africano (m. 1933).
- 15 de dezembro — Pehr Evind Svinhufvud, 3° presidente da Finlândia (m. 1944).
- Georges Méliès, cineasta (m. 1938).

## Mortes
- 16 de março — Vitória de Saxe-Coburgo-Saalfeld, mãe da Rainha Vitória (n. 1786)
- 6 de junho — Conde de Cavour, estadista piemontês (n. 1819)
- 25 de junho — Abdul Mejide I, foi o 31.° Sultão do Império Otomano (n. 1823)
- 6 de novembro — Infante Fernando Maria Luís de Bragança (n. 1846)
- 11 de novembro — Rei Pedro V de Portugal (n. 1837)
- 14 de dezembro — Alberto de Saxe-Coburgo-Gota, marido e consorte da Rainha Vitória (n. 1819)
- 27 de dezembro — Infante João de Bragança, Duque de Beja (n. 1842)

## Por tema
- 1861 na arte
- 1861 no Brasil
- 1861 na ciência
- 1861 na literatura
- 1861 na música

- 1861 na arte
- 1861 no Brasil
- 1861 na ciência
- 1861 na literatura
- 1861 na música

- 1861 na arte
- 1861 no Brasil
- 1861 na ciência
- 1861 na literatura
- 1861 na música